# Podwójna elekcja króla niemieckiego (1256–1257)

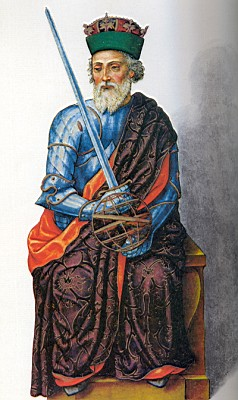
Alfons X Kastylijski

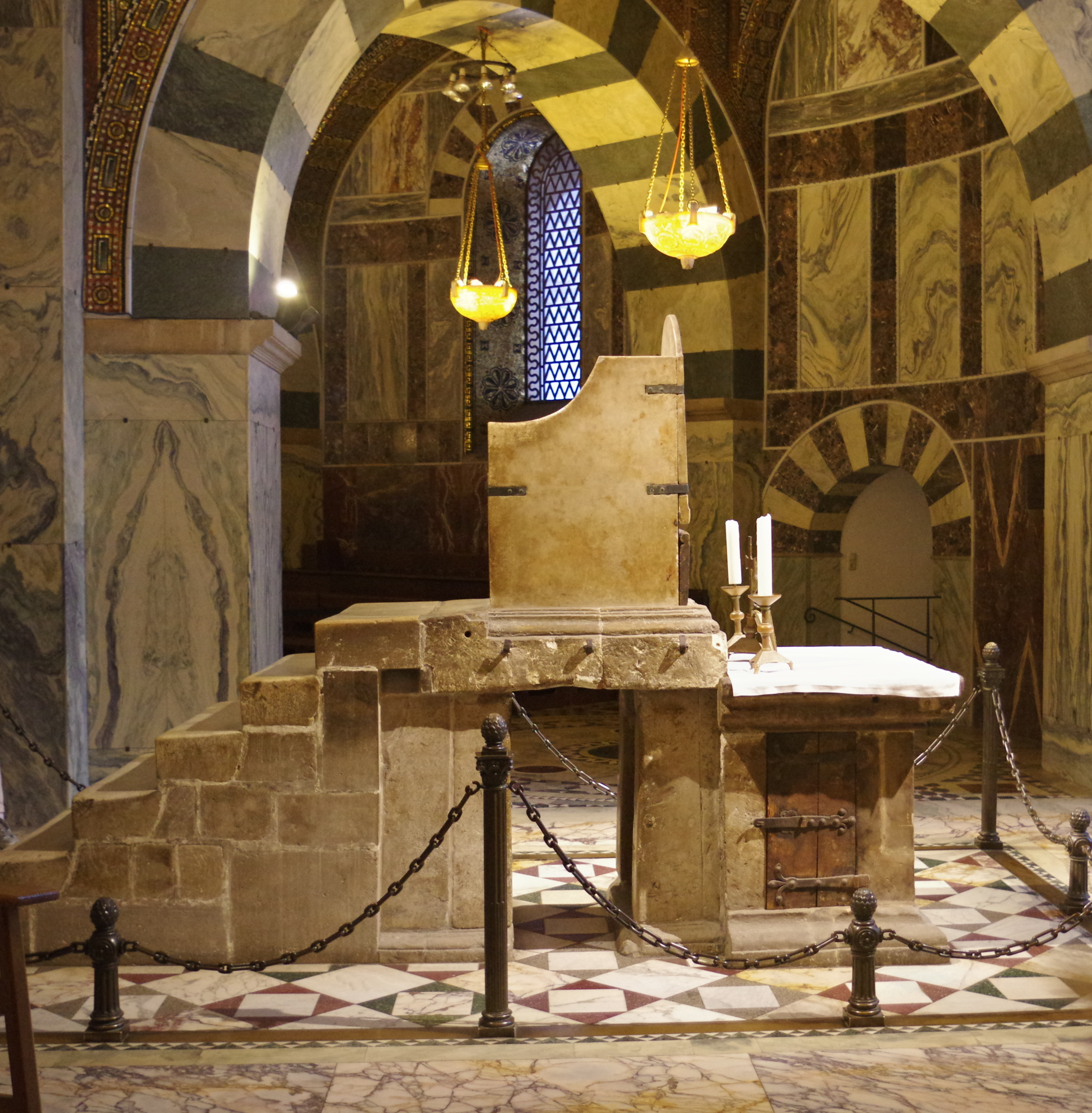
Tron Karola Wielkiego w Akwizgranie

Podwójna elekcja króla niemieckiego 1256–1257 – równoczesny wybór na króla niemieckiego Ryszarda z Kornwalii i Alfonsa Kastylijskiego.
Po śmierci Wilhelma z Holandii (zm. 28 stycznia 1256) posłowie Pizy 18 marca 1256 zaproponowali koronę niemiecką królowi Kastylii Alfonsowi X. Później identyczną propozycję złożyli posłowie Marsylii. Król Anglii Henryk III zareagował listem do papieża Aleksandra IV, w którym proponował, by tron objął człowiek wierny Kościołowi i przyjaźnie usposobiony do monarchy angielskiego. Król pragnął przeciwdziałać poczynaniom Francuzów, którzy popierali kandydaturę kastylijską. Papież nie odpowiedział na list i Henryk III obawiał się, że głowa Kościoła popiera Alfonsa X. Król Anglii postanowił zaangażować się osobiście w sprawy niemieckie, bez uprzedniej zgody papieża, i doprowadzić do wyboru swojego brata Ryszarda z Kornwalii.
Pod koniec czerwca miały miejsce pierwsze negocjacje. 26 listopada 1256 palatyn reński Ludwik II zobowiązał się do oddania głosu na angielskiego kandydata. Wraz z głosem palatyna reńskiego Ryszard zyskał również poparcie jego brata Henryka XIII Bawarskiego. Arcybiskup koloński Konrad von Hochstaden otrzymał od Ryszarda 12 000 marek, jak również zapewnienie doprowadzenia do ugody kurii rzymskiej z arcybiskupem do 27 maja 1257. Przyczyną sporu był atak w Neuss na Wilhelma z Holandii i legata papieskiego. Ten ostatni ekskomunikował Konrada von Hochstaden. Arcybiskup moguncki znajdował się od 1255 w niewoli księcia brunszwickiego, do której trafił z powodu sporów terytorialnych. Przekazał on swój głos arcybiskupowi kolońskiemu. Ryszard zapłacił mu 8000 marek. Z tej kwoty 5000 marek duchowny wykorzystał na wykupienie się z niewoli. W ten sposób Ryszard zapewnił sobie trzy głosy elektorskie.
Po zakończeniu negocjacji ustalono, że wybory odbędą się 13 stycznia 1257 we Frankfurcie nad Menem. Jako pierwsi przybyli arcybiskup Trewiru i książę saski. Obaj należeli do zwolenników kandydatury kastylijskiej. Nie wpuścili do Frankfurtu arcybiskupa kolońskiego i palatyna reńskiego, którzy w tej sytuacji rozbili obóz poza miastem i wezwali do odbycia wyborów. Ich apel został zlekceważony. Wówczas zwolennicy kandydatury angielskiej uznali, że mogą sami dokonać elekcji i wybrali na króla Ryszarda z Kornwalii głosami arcybiskupów Kolonii i Moguncji oraz palatyna reńskiego.
Niejasne było stanowisko króla czeskiego Przemysła Ottokara II. Ze względów rodzinnych bliższa mu była kandydatura kastylijska. Matka Alfonsa X i matka Przemysła Ottokara II były siostrami. Monarcha czeski nie pozwolił się przekupić żadnej ze stron i nie wysunął żadnych żądań. Początkowo jego posłowie uznali za króla Ryszarda z Kornwalii. Po pewnym czasie jednak zmienił zdanie i zdecydował się poprzeć kandydaturę kastylijską. 1 kwietnia 1257 we Frankfurcie nad Menem Alfons X został wybrany na króla głosami arcybiskupa Trewiru, księcia saskiego, margrabiego brandenburskiego i króla czeskiego.
10 kwietnia 1257 Ryszard wraz z orszakiem przybył do Niemiec. Towarzyszyła mu żona Sancha i dwaj synowie Henryk i Edmund. 17 maja 1257 w Akwizgranie Ryszard otrzymał berło i koronę, zasiadając na tronie Karola Wielkiego. Wraz z nim została koronowana jego żona. Dzień później jego syn Henryk został pasowany na rycerza. Od tego wydarzenia zyskał w Anglii przydomek Henricus de Alemannia. Koronacja przeprowadzona przez Konrada von Hochstaden w tradycyjnym miejscu przeznaczonym dla tego obrzędu była ważnym argumentem dla Ryszarda z Kornwalii, gdyż jego konkurent nigdy nie został koronowany i nie przybył do Niemiec.

## Literatura
- Berg Dieter, Die Anjou-Plantagenets. Die englische Könige im Europa des Mittelalters 1100-1400, Kohlhammer, Stuttgart 2003, ISBN 3-17-014488-X.
- Cardaus Hermann, Konrad von Hochstaden. Erzbischof von Köln (1238–61), Köln 1880.
- Denholm Young N., Richard of Cornwall, Oxford 1947.
- Erkens Franz-Reiner, Der Erzbischof von Köln und die deutsche Königswahl, Schmitt, Siegburg 1987, ISBN 3-87710-126-7.
- Hunt William (Hrsg.), The political History of England, Bd. 3, S. 1216–1377, New York/Bombay 1905.
- Kaufhold Martin, Deutsches Interregnum und europäische Politik. Konfliktlösung und Entscheidungsstrukturen 1230-1280, Hahn, Hannover 2000, ISBN 3-7752-5449-8.
- Lemcke Georg, Beitrage zur Geschichte König Richards von Cornwall, [w:] Historische Studien, Heft 65. Ebering, Berlin 1909 (Reprint Vaduz 1965).
- Mitteis Heinrich, Die deutsche Königswahl: : ihre Rechtsgrundlagen bis zur Goldenen Bulle, Wiss. Buchgesellschaft, Darmstadt 1987, ISBN 3-534-05340-0.
- Powicke Maurice, The thirteenth Century 1216–1307, [w:] The Oxford History of England, Bd. 4, Oxford 1962.
- Schwab Ingo, Richard von Cornwall. [w:] Lexikon des Mittelalters, ISBN 3-476-01742-7, Bd. 7, Sp. 809-810.
- Trautz Fritz, Die Könige von England und das Reich, 1272-1377, Winter, Heidelberg 1961.
- Vaníček Vratislav, Velké dějiny zemí Koruny české, t. 3, Praha-Litomyšl 2002.